# Geschützter Landschaftsbestandteil Baumreihe am Schitloh
Der Geschützte Landschaftsbestandteil Baumreihe am Schitloh mit einer Länge von etwa 580 m liegt nördlich von Radlinghausen im Stadtgebiet von Brilon. Das Gebiet wurde 2001 mit dem Landschaftsplan Hoppecketal durch den Kreistag des Hochsauerlandkreises als Geschützter Landschaftsbestandteil (LB) ausgewiesen. Der LB ist umgeben vom Landschaftsschutzgebiet Freiflächen um Radlinghausen und Madfeld.

## Beschreibung
Der Landschaftsplan führt zum LB aus: „Im östlichen Teil wird der LB aus ca. 150-jährigen, weit ausladenden und tief beasteten Einzelbäumen (15 Buchen, 1 vielstämmiger Feldahorn, 2 kleinere Bergahorn) gebildet; im westlichen Teil besteht er im Wesentlichen aus heimischen Straucharten mit größeren Vogelkirschen. Die beiden Teile werden durch einen Wirtschaftsweg im westlichen Drittel getrennt; das macht jedoch den Wert dieses Gehölzbestandes für Naturhaushalt und Landschaftsbild nicht zunichte. Mit der äußerst südwestlichen Spitze werden 2 solitäre Rotbuchen erfasst.“

## Schutzzweck
Der Landschaftsplan dokumentiert zum Schutzzweck:
„Als geschützte Landschaftsbestandteile werden Teile von Natur und Landschaft festgesetzt, soweit ihr besonderer Schutz
a) zur Sicherstellung der Leistungsfähigkeit des Naturhaushaltes,
b) zur Belebung, Gliederung oder Pflege des Orts- und Landschaftsbildes oder
c) zur Abwehr schädlicher Einwirkungen
erforderlich ist. Der Schutz kann sich in bestimmten Gebieten auf den gesamten Bestand an Bäumen, Hecken oder anderen Landschaftsbestandteilen erstrecken.“
Zu Verboten ist im Landschaftsplan aufgeführt:
„Nach § 34 Abs. 4 LG ist die Beseitigung eines geschützten Landschaftsbestandteils sowie alle Handlungen, die zu einer Zerstörung, Beschädigung oder Veränderung des geschützten Landschaftsbestandteils führen können, verboten.“
Mit dem Landschaftsplan wurde das Gebot erlassen:
„Die geschützten Landschaftsbestandteile sind durch geeignete Pflegemaßnahmen zu erhalten, solange der dafür erforderliche Aufwand in Abwägung mit ihrer jeweiligen Bedeutung für Natur und Landschaft gerechtfertigt ist.“